# 2019年美国大学录取贿赂丑闻
2019年美国大学录取贿赂丑闻（英語：2019 College Admissions Bribery Scandal）是用违法违规手段帮助富裕家庭子女获得美国几所著名大学本科录取的共谋犯罪事件。该事件于2019年3月12日由美国联邦检察官披露，至少有50人参与其中，而其中一些人已经认罪或同意认罪。33名大学申请者的家长被指控在2011年到2018年期间内向名校申请咨询师威廉·里克·辛格（William Rick Singer）支付了超过2500万美元；其中部分款项被辛格用于欺诈性地夸大申请者的入学考试成绩并贿赂大学官员。
威廉·里克·辛格控制着参与整个欺诈计划的两个公司：关键全球基金会（Key Worldwide Foundation）和优良大学及职涯网络（The Edge College & Career Network）。目前，辛格已经向联邦调查局认罪并与其合作，以搜集其他共谋者的罪证。根据他的供认，辛格违规协助750多个家庭的孩子进入名校。2023年1月，辛格被判处三年半监禁，并没收超过1000万美元。
由美国联邦检察官安德鲁·莱林所率领的联邦检察官办公室向马萨诸塞联邦地区法院提起了针对威廉·里克·辛格和被他所贿赂的大学工作人员，以及被指控利用欺诈和贿赂手段以确保他们孩子被11所大学所录取的家长们的共谋重罪诉讼；这些罪名包括邮件欺诈和诚信服务邮件欺诈。这些身为被告的父母不少是知名演员或著名商人。这些指控的刑罚最高可达10年有期徒刑（3年后方可假释）并处罚金25万美元。一个月后，16名家长被以“洗钱”的共谋重罪起诉。第三项起诉罪名的最高刑罚可达20年监禁（3年后方可假释）并处罚金50万美元。
目前联邦调查局仍在进行调查，并以1999年的电影为该行动起绰号为“大学蓝调行动（Operation Varsity Blues）”。本案是至目前（2019年5月）美国司法部起诉的规模最大的案子。
有数个中国家庭通过辛格将子女送入斯坦福大学和耶鲁大学等美国名校。山东步长制药董事长、联合创始人赵涛支付了650万美金（约合4377万人民币），将女儿赵雨思（Yusi 'Molly' Zhao）送入斯坦福大学，是所有家庭出錢金額最大的。另一个家庭被爆是中國公安部A級通緝令当中的嫌疑犯郭虎林支付了120万美金将女儿Sherry Guo（郭雪莉）送进了耶鲁大学。

## 调查与起诉
FBI稱從2011年開始，33家長高中生與其他人合謀，利用賄賂和其他形式的詐騙，非法安排讓他們的子女考上頂尖高校。

### 指控
聯邦檢察官指控大學入學計劃涉及：
- 賄賂考試管理員，以方便學院和大學入學考試作弊[22][23]。
- 賄賂精英大學的教練和管理人員，提名不合格的申請人作為精英招募運動員，從而促進申請人的錄取。
- 使用慈善組織隱瞞洗錢、賄賂付款的來源和性質[24]。

### 欺詐方式
辛格主要使用兩種欺詐手段來幫助客戶的孩子進入精英大學:
- 欺騙大學入學考試（SAT、ACT），僱傭替考者參加考試；收買考試中心工作人員，篡改考試成績[25]。
- 包裝客戶學生为體育特長生，製作精英體育證書，買通校體育隊教練，讓客戶學生進入校體育隊，增大入學概率[25]。

## 涉事方及组织
本次丑闻共计有50人涉案而被调查,这些人包括33名大学申请者的父母和11位来自八所知名大学或学院的体育教练和管理者。此外还涉及另外三所大学，但是并没有点名或直接牵连到具体工作人员。

### 关键全球基金会/优良大学及职涯网络
- 威廉·里克·辛格（William Rick Singer）：据称是大学辅导员、高校入学自助书籍的作者。他组织并出售欺诈性大学录取服务。[12][13]目前辛格已经认罪并与检方合作。[30]
- 马克·里德尔（Mark Riddell）：哈佛大学校友、国际管理集团学院的前大学入学测试主任。[31]里德尔在收取了辛格的金钱后，会假冒辛格客户的孩子参与考试；或者帮忙修改美国大学理事会（开发和管理SAT及相关测试）、美国教育考试服务中心及ACT（英语：ACT (nonprofit organization)）的答错试卷。他目前已被国际管理集团学院开除并认罪。
- 辛格公司的官員Steven Masera。
- Mikaela Sanford，辛格公司的員工。

#### 其他相關人物
- 伊戈爾·德沃斯基（Igor Dvorskiy）：標準化考試的管理者（包括ACT和大學理事會的考試），也是洛杉磯地區私立學校的負責人。對串謀詐欺認罪。
- 馬丁·福克斯（Martin Fox）：休斯敦網球學院院長。同意對2019年10月21日的一次球拍活動詐騙認罪。
- 妮基·威廉斯（Niki Williams）：ACT和大學委員會標準測試主管，休斯敦地區助理高中老師。對郵件與電匯詐欺認罪。

### 涉事院校与相关人员
以下11所大學及其相關的體育項目和11名大學人員參與此案：
| 大學                                  | 校队     | 指定個人               | 項目           | 資料                         | 处罚                                                                      |
| ------------------------------------- | -------- | ---------------------- | -------------- | ---------------------------- | ------------------------------------------------------------------------- |
| 乔治城大学                            | 惊叹队   | 戈登·“戈迪”·恩斯特     | 男子和女子網球 | 前男子和女子網球教練         | 30个月监禁                                                                |
| 丹尼森大學                            | 大紅     | 不適用                 | 不適用         | 沒有直接點名或涉及工作人員。 | 不適用                                                                    |
| 哈佛大學                              | 緋紅隊   | 不適用                 | 不適用         | 沒有直接點名或涉及工作人員。 | 不適用                                                                    |
| 西北大学                              | 野猫队   | 不適用                 | 不適用         | 沒有直接點名或涉及工作人員。 | 不適用                                                                    |
| 斯坦福大学                            | 主教隊   | 約翰·范德莫爾          | 帆船           | 前帆船教練                   | 1天监禁，2年监督释放（含半年的软禁），1万美元罚款                         |
| 加利福尼亞大學柏克萊分校(UC Berkeley) | 金熊     | 不適用                 | 不適用         | 沒有直接點名或涉及工作人員。 | 不適用                                                                    |
| 加利福尼亚大学洛杉矶分校(UCLA)        | 棕熊队   | 豪爾赫·薩爾塞多        | 男子足球       | 前男子足球隊主教練           | 8个月监禁，1年监督释放，没收20万美元                                      |
| 圣迭戈大学(USD)                       | 托雷羅斯 | 拉蒙特·史密斯          | 男子籃球       | 前男子籃球隊主教練           | 入狱3个月、家庭监禁3个月、社区服务250小时、没收 24.5万元外加罚款9.5万美元 |
| 南加州大学 (USC)                      | 特洛伊人 | 唐娜·海涅爾            | 綜合           | 前高級助理運動總監           | 6个月监禁、2年监外看管                                                    |
| 南加州大学 (USC)                      | 特洛伊人 | Laura Janke            | 女子足球       | 前女子足球教練               | 50小时社区服务                                                            |
| 南加州大学 (USC)                      | 特洛伊人 | Ali Khosroshahin       | 女子足球       | 前女子足球隊主教練           | 1年监督释放（含6个月家庭监禁），100小时社区服务，没收20.9万美元           |
| 南加州大学 (USC)                      | 特洛伊人 | Jovan Vavic            | 水球隊         | 前男子和女子水球教練         | 待定                                                                      |
| 德克萨斯州大学奥斯汀分校(UT)          | 長角牛   | 邁克爾·山特            | 男子網球       | 前男子網球主教練             | 6个月监禁、1年监外看管、没收6万美元                                       |
| 威克森林大学                          | 惡魔管家 | 威廉·“比爾”·弗格森     | 排球           | 排球教練                     | 罚款5万美元                                                               |
| 耶鲁大学                              | 鬥牛犬   | 魯道夫·“魯迪”·梅雷迪思 | 女子足球       | 前女子足球教練               | 5个月监禁、1年缓刑、罚款1.9万美元                                         |

相關大學的管理人員大部分聲稱他們對運動部門的醜聞不知情。所有被指控的體育部門工作人員都被解僱、辭職或停職。

### 涉案家长
調查官員表示，辛格有許多合法客戶，他們沒有參與任何欺詐行為。
下表列出了CNN、CBS News和《人物》等媒體列出的直接參與該計劃的33位家長。莫里·托賓將成為第34位，但由於他是支持檢方案件的未經指示的合作證人，因此不包括在上述總數中。
迄目前為止，在34位父母中，有14位同意認罪，有12位被定罪。
| 涉案行為           | 人物                                 | 進入的大學/考試                                   | 家庭成員                   | 現狀       | 敘述 |
| ------------------ | ------------------------------------ | ------------------------------------------------- | -------------------------- | ---------- | --- |
| 招生               | 加馬爾·艾智勤                        | USC                                               | 女兒                       | 不承認行為 | 永利度假村前總裁兼首席運營官，前美高梅國際酒店集團前首席執行官 |
| 招生               | 黛安·布萊克                          | USC                                               | 女兒                       | 承認行為   | 托德布萊克的妻子 |
| 招生               | 托德·布萊克                          | USC                                               | 女兒                       | 承認行為   | 企業家和投資者，Diane Blake的丈夫 |
| 招生               | 墨西若·加魯里尼                      | USC                                               | 兩個女兒 (包含Olivia Jade) | 判決       | Mossimo的創始人和時裝設計師 |
| 招生               | 洛莉·路格林                          | USC                                               | 兩個女兒 (包含Olivia Jade) | 判決       | 女演員以，飾演在歡樂滿屋中的角色而聞名 |
| 招生               | 道格拉斯·賀智                        | USC                                               | 孩子                       |            | PIMCO前首席執行官 |
| 招生               | 奧古斯丁·胡紐斯                      | USC                                               | 女兒                       |            | 納帕谷葡萄園老闆 |
| 招生               | 達維娜·伊薩克森                      | UCLA                                              | 女兒                       |            | 布魯斯·伊薩克森的妻子 |
| 招生               | 布魯斯·伊薩克森                      | UCLA                                              | 女兒                       |            | 房地產開發主管，達維娜·伊薩克森的丈夫 |
| 招生               | 伊麗莎白·金梅爾                      | 乔治城                                            | 女兒                       |            | 媒體女商人和KFMB电视台的前持有者 |
| 招生               | 伊麗莎白·金梅爾                      | USC                                               | 兒子                       |            | 媒體女商人和KFMB电视台的前持有者 |
| 招生               | 托比·麥克法蘭                        | USC                                               | 女兒                       |            | 產權保險行政官員 |
| 招生               | 托比·麥克法蘭                        | USC                                               | 兒子                       |            | 產權保險行政官員 |
| 招生               | 比爾·麥克格拉山                      | UCLA                                              | 兒子                       |            | TPG資本的前管理合夥人和創始人，由TPG解僱 |
| 招生               | 馬克·帕拉泰拉                        | USC                                               | 兒子                       |            | 釀酒廠老闆; 她的丈夫，前舊金山49人隊後衛 Lou Palatella，尚未被起訴                                                                                                   |
| 招生               | Stephen Semprevivo                   | 乔治城                                            | 兒子                       |            | 銷售主管 |
| 招生               | 德文·斯隆                            | USC                                               | 兒子                       |            | 水基礎設施公司的首席執行官和創始人 |
| 招生               | 約翰·威爾遜                          | USC                                               | 兒子                       |            | 私募股權和房地產開發CEO |
| 招生               | 約翰·威爾遜                          | 史丹福                                            | 雙胞胎女兒                 |            | 私募股權和房地產開發CEO |
| 招生               | 約翰·威爾遜                          | 哈佛                                              | 雙胞胎女兒                 |            | 私募股權和房地產開發CEO |
| 招生               | Homayoun Zadeh                       | USC                                               | 女兒                       |            | 牙科副教授 |
| 招生               | 羅伯特·弗拉克斯曼                    | USC                                               | 女兒                       |            | Dragon Global創始人兼首席執行官 |
| 招生和考試         | Robert Flaxman                       | USD                                               | 兒子                       |            | Crown Realty＆Development創始人兼首席執行官 |
| 招生和考試         | Robert Flaxman                       | ACT                                               | 女兒                       |            | Crown Realty＆Development創始人兼首席執行官 |
| 招生和考試         | 伊麗莎白·亨利克斯； Manuel Henriquez | 乔治城                                            | 大女兒                     |            | Elizabeth Henriquez和Manuel Henriquez為夫妻。 他是Hercules Capital的創始人，並辭去董事長兼首席執行官一職                                                             |
| 招生和考試         | 伊麗莎白·亨利克斯； Manuel Henriquez | 西北 ACT和SAT                                     | 小女兒                     |            | Elizabeth Henriquez和Manuel Henriquez為夫妻。 他是Hercules Capital的創始人，並辭去董事長兼首席執行官一職                                                             |
| 招生和考試         | Michelle Janavs                      | USC                                               | 女兒                       |            | 食品行業主管 |
| 招生和考試         | Michelle Janavs                      | ACT                                               | 女兒                       |            | 食品行業主管 |
| 招生和考試         | William McGlashan Jr.                | USC                                               | 兒子                       |            | 前私募股權長官 |
| 招生和考試         | William McGlashan Jr.                | ACT                                               | 兒子                       |            | 前私募股權長官 |
| 考試               | Gregory Abbott                       | ACT 和SAT                                         | 女兒                       |            | International Dispensing Corp.創始人兼董事長及Marcia Abbot的丈夫 |
| 考試               | Marcia Abbott                        | ACT 和SAT                                         | 女兒                       |            | Gregory Abbott的妻子 |
| 考試               | Jane Buckingham                      | ACT                                               | 兒子                       |            | 營銷主管和自助書籍作者 |
| 考試               | Gordon Caplan                        | ACT                                               | 女兒                       |            | Willkie Farr＆Gallagher律師事務所聯席主席；事發後休假，稱他打算認罪。                                                                                                |
| 考試               | I-Hin "Joey" Chen                    | ACT                                               | 兒子                       |            | 運輸和倉儲服務運營商 |
| 考試               | Amy Colburn                          | SAT                                               | 兒子                       |            | Gregory Colburn的妻子 |
| 考試               | Gregory Colburn                      | SAT                                               | 兒子                       |            | 放射腫瘤學家，Amy Colburn的丈夫 |
| 考試               | 费利西蒂·赫夫曼                      | SAT                                               | 女兒                       |            | 奧斯卡獎中獲得女主角提名，因其在绝望的主妇中的角色而聞名。其已正式认罪，承认曾于2017年支付1.5万美元修改其女儿的考试答案。她的丈夫，演員威廉·霍尔·梅西，尚未被起訴    |
| 考試               | Marjorie Klapper                     | 入學考試                                          | 兒子                       |            | 珠寶業務共同所有人 |
| 考試               | Peter Jan Sartorio                   | ACT                                               | 女兒                       |            | 食品行業企業家食品工業企業家。承認犯有欺詐和共謀罪。被判處1年緩刑，250小時社區服務和9500美元罰款。                                                                   |
| 考試               | 大衛·西多                            | SAT 加拿大高校畢業考 可能會入讀加州大學伯克利分校 | 兒子們                     |            | 加拿大商人和前加拿大加式足球聯盟球員 |
| 未經指明的合作證人 |                                      |                                                   |                            |            | |
| 招生               | Morrie Tobin                         | 耶魯                                              | 小女兒                     |            | - 向檢察官提供有關案件的資料，以換取對他無關的欺詐指控的寬容處理 - 耶魯大學教練魯迪梅雷迪思被要求收受賄賂，以換取梅瑞思讓托賓的女兒進入耶魯 - 托賓沒有受到指控或起訴 |
| 涉案行為           | 人物                                 | 進入大學的目標                                    | 家庭成員                   | 現狀       | 敘述 |

### 中国家庭行贿案例
除了美國家庭行贿以外，还有数个中国家庭通过留學中介辛格行贿，将子女送入斯坦福大学和耶鲁大学等美国名校。
A股上市公司步长制药创始人兼董事长赵涛支付了650万美金（约合4377万人民币）送女儿赵雨思进斯坦福大学，是所有家庭出钱数额最大的。赵家支付给辛格650万美金，后者用50万美金买通了斯坦福大学帆船队主教练约翰·范德莫尔（John Vandemoer），让不会驾驶帆船的赵雨思以帆船运动员的身份入学。事发后，斯坦福已经将赵雨思开除。丑闻败露以前的2017年7月30日，赵雨思被邀请在斗鱼直播，声称自己以ACT33分，托福111分的成绩被斯坦福大学录取，并分享自己申请斯坦福大学的经历，声称“只要你有梦想朝着自己的目标去努力那就问心无愧！”。

此外，中國公安部A級通緝令当中的嫌疑犯郭虎林支付了120万美金给辛格，辛格用40万美金贿赂耶鲁女子足球队教练鲁道夫·“鲁迪”·梅雷迪思（Rudolph "Rudy" Meredith） ，将其女儿Cherry Guo（郭雪莉）以足球运动员的身份送进耶鲁大学。事发后，耶鲁已经将该女生开除。
另一位中国籍家长Sui Xiaoning于2020年2月认罪，承认支付40万美元，让儿子伪造足球运动员身份进入UCLA，Sui和她的儿子Eric于2015年移居加拿大，丈夫则在中国工作。Sui于2019年9月在西班牙被捕并一直拘留，于2020年2月引渡至美国，被判监禁（已在西班牙服过）、没收支付的40万美元、并额外罚款25万美元。

## 批评与回应
为应对该丑闻，美国大学体育运动主要管理机构——全国大学体育协会宣布将审查这些指控“以确定全国大学体育协会相关规定被违反的可能程度”。
美国参议院财政委员会成员、美国参议员荣·怀登（俄勒冈州共和党员）计划提交一项议案，如果捐赠者的孩子就读于其所捐赠的学校，那么学校应该就其捐款部分被课税。另外，参议员克里斯·康斯（特拉华州民主党员）和约翰尼·伊萨克松（乔治亚州共和党员）同意重新讨论2017年的一项立法，该法案旨在针对招收低收入学生比例最低的大学或学院处以罚款。

### 针对相关个人的行动
遭指控的教練事發後被解僱或停職，或者在被指控時已離開大學。代表學生參加考試的Mark Riddell被禁止擔任IMG學院高考準備主任，並在一周後被解僱。
2019年3月26日，耶魯取消了一名與醜聞相關的學生的入學資格。4月2日，斯坦福宣布將欺詐一名有關的學生踢出校園。以上情形的入學期間成績大部分均無效。
洛莉·路格林在被起訴後，霍爾馬克頻道停止她的節目播出。根據The Hill的說法，網飛也決定將路格林從Fuller House撤下。她最小的女兒Olivia Jade也失去了與TRESemmé和絲芙蘭美容產品鏈的合作夥伴關係。但其他大多數涉案人狀況未知，但均可能面臨遭到學校逐出且可能一定期間不被錄取的情形。

### 法律诉讼
有人在案發後立即針對大學和個人提起多起訴訟。來自杜蘭大學、羅格斯大學和加州社區學院的三名學生向辛格和受影響的大學投訴，他們希望這些大學將被證明是集體訴訟。也有人以不公平的入學來提起訴訟。斯坦福大學的一名本科生因為她在醜聞中提到的學校所申請的時間和金錢而遭受損失，以及斯坦福大學聲譽的污點可能會降低她學位的價值。一位家長在舊金山對所有被起訴的人提起了5000億美元的民事訴訟，聲稱她的兒子因其他父母以而贿赂方式入學而被拒絕入學。

### 评论
醜聞爆發後，多個美國新聞來源，包括大西洋、Vox、滾石和紐約時報將其描述為大學入學制度破裂的問題。大部分新聞報導試圖解釋為什麼有人會受到辛格計劃的誘惑。這些被告的一個共同特徵是富有者，但並非超富人。
其中最出名的評論莫過於 大西洋 雜誌文章中的一片段落, "Every parent assumed that whatever alchemy of good genes and good credit had gotten his child a spot at the prep school was the same one that would land him a spot at a hyper-selective college. It was true that a quarter of the class went to the Ivy League, and another quarter to places such as Stanford, MIT, and Amherst. But that still left half the class, and I was the one who had to tell their parents that they were going to have to be flexible. Before each meeting, I prepared a list of good colleges that the kid had a strong chance of getting into, but these parents didn’t want colleges their kids had a strong chance of getting into; they wanted colleges their kids didn’t have a chance in hell of getting into. A successful first meeting often consisted of walking them back from the crack pipe of Harvard to the Adderall crash of Middlebury and then scheduling a follow-up meeting to douse them with the bong water of Denison."
哈佛法学院名譽教授艾倫·德肖維茨說這是“涉及在美國的歷史上名牌大學最糟糕的醜聞”。伊麗莎白·沃倫，美國馬薩諸塞州參議員（所有刑事案件均已提交），新聞媒體稱，這一醜聞代表了“富人和強者如何知道如何照顧自己”的另一個例子。
反過來，其他人則研究了為什麼某些大學開始變得如此有選擇性。《大西洋》指出，美國的大學席位並不稀缺，只有極少數大學有目的地選擇：“稀少性還有增加機構聲望的額外好處。申請的學生越多，進入的學生越少，機構就越有選擇性，隨後就越有聲望。父母互相爭鬥，以品嚐隨之而來的社會資本。“社會中，也充斥著對於學校的挑選，像是少數公司或產業會選擇學歷；在法庭文件中據稱，一名被告父母已將亞利桑那州立大學列為他們特別想避免的大學；非選擇性大學多年來一直是美國電視節目以及2015年電影《熊麻吉2》中的“笑話” 。根據《新聞周刊》的報導，不可避免的結果是，最精英的機構造成了一種情況：純粹的專門招生已成為不可能，因為它們已經拒絕了太多合格的候選人。前哈佛校長德魯·吉爾平·浮士德（Drew Gilpin Faust）曾經說過：“我們可以讓二等兵參加我們的班級。”人們還認識到，任何可行的長期解決方案都需要通過重組大學入學程序，或美國勞動力市場來緩解引發危機的潛在焦慮。
哈芬登郵報解釋說，加拿大幾乎不存在這種焦慮，其四年制大學在選擇性和聲望上沒有表現出如此極端的差異，反過來，大多數加拿大雇主並沒有根據畢業地點嚴格區分求職者。相比之下，有選擇性的美國大學已經發展成為某些具有社會聲望和財務利潤的行業（如法律和金融）最高層的守門人。俄克拉荷馬大學歷史學教授威爾弗雷德·麥克萊Wilfred M. McClay 告訴“新聞周刊（Newsweek）”：「我不會假裝哈佛大學和薩福克郡社區學院之間沒有區別，但我認為最高法院完全由哈佛大學或耶魯大學法學院畢業生所組成是錯誤的。造成這個醜聞的原因似乎是，父母願意採取任何方式來影響這個系統，僅為了他們的孩子獲得這些更好的社會地位，而不是因為更好的教育。」。

## 改編

### Lifetime Film
在2019年，Lifetime就此事件製作了電視電影，名為「The College Admissions Scandal」。影片由佩內洛普·安·米勒飾演卡羅琳·德維爾（Caroline DeVere），米雅·柯許納飾演Bethany Slade，迈克尔·山克斯飾演瑞克·辛格（Rick Singer）。

### 音樂劇
2019年4月4日，在公開行動藍調的指控公佈三週後，花崗岩灣高中首次亮相了新音樂劇《排名》。該節目由學校的戲劇老師和音樂總監於2018-2019年撰寫，重點關注學校的學業壓力，特別講述了一個學生的故事，該學生的父母在不知情的情況下為自己的成績付費。
里克·辛格10年前曾在花崗岩灣社區工作，擔任過當地高中生的大學教練。

### Netflix
2021年，Netflix推出纪录片《买进名校：美国大学舞弊风暴》。